# Pedro Piquet

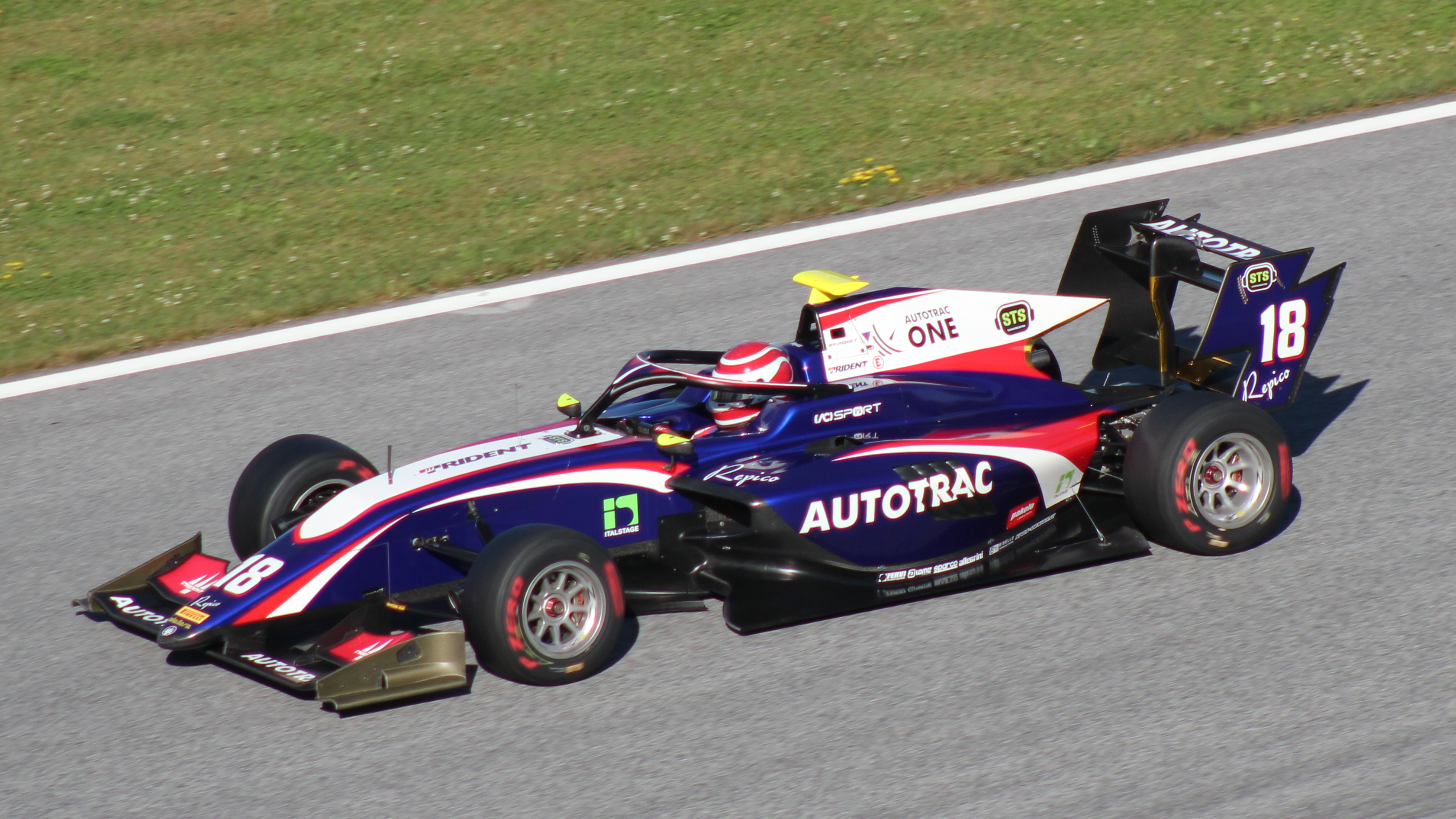
Pedro Piquet beim Formel-3-Rennen in Spielberg 2019

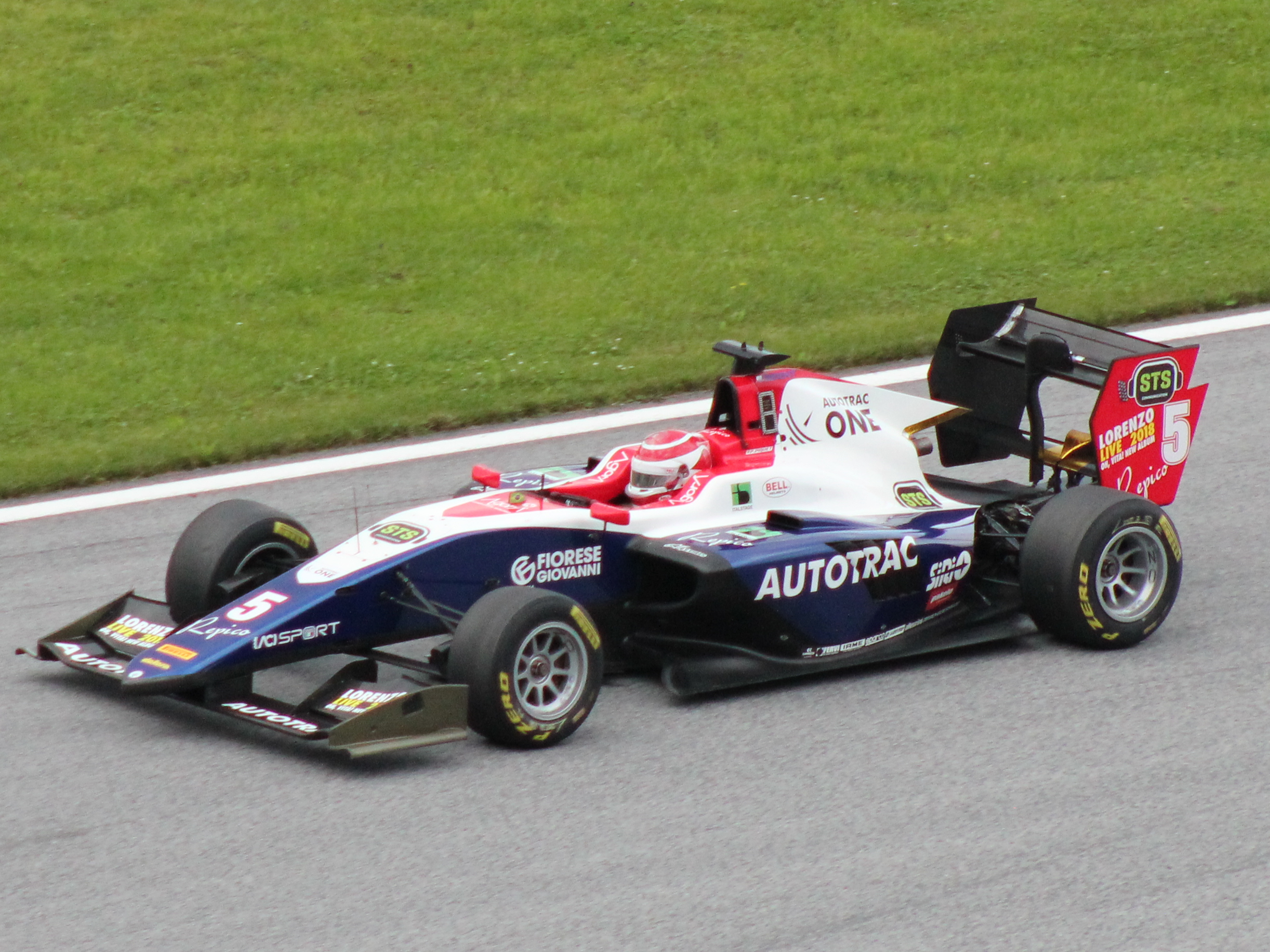
Pedro Piquet beim GP3-Rennen in Spielberg 2018

Pedro Estácio Leão Piquet Souto Maior (* 3. Juli 1998 in Brasília) ist ein brasilianischer Automobilrennfahrer. 2014 und 2015 gewann er die brasilianische Formel-3-Meisterschaft. 2018 startet er in der GP3-Serie.

## Karriere
Piquet begann seine Motorsportkarriere 2006 im Kartsport, in dem er bis 2013 aktiv blieb.
Anfang 2014 debütierte Piquet mit M2 Competition in der Toyota Racing Series im Formelsport. Er verließ die Meisterschaft nach drei Veranstaltungen aufgrund von Lizenzproblemen. Anschließend fuhr Piquet für Cesário F3 in der brasilianischen Formel-3-Meisterschaft. Er entschied 12 von 16 Rennen für sich und wurde mit 211 zu 116 Punkten Meister vor Lukas Moraes. Darüber hinaus nahm er an je einem GT-Rennen teil. Einmal in der brasilianischen Mercedes-Benz Challenge, einmal als Gaststarter in der brasilianischen Porsche GT3 Cup Challenge. Ferner nahm Piquet an einem Rallycross-Rennen teil. 2015 absolvierte Piquet seine zweite Saison in der brasilianischen Formel-3-Meisterschaft. Diesmal gewann er 14 von 16 Rennen und setzte sich in der Meisterschaft mit 213 zu 118 Punkten gegen seinen Teamkollegen Matheus Iorio durch. Außerdem startete Piquet in der brasilianischen Porsche GT3 Cup Challenge. Mit einem Sieg erreichte er den 13. Platz in der Fahrerwertung. Ferner führte er zwei Gaststarts im Porsche Supercup durch.
2016 nahm Piquet erneut zu Jahresbeginn für M2 Competition an der Toyota Racing Series teil. Mit zwei Siegen erreicht er den fünften Platz in der Meisterschaft. Anschließend ging Piquet 2016 für Van Amersfoort Racing in der europäischen Formel-3-Meisterschaft an den Start. Er beendete die Saison auf dem 19. Gesamtrang. 2017 bestreitet Piquet seine zweite europäische Formel-3-Meisterschaft zusammen mit Van Amersfoort Racing.

## Persönliches
Piquet ist der Sohn des dreifachen Formel-1-Weltmeisters Nelson Piquet und der Bruder des Formel-E-Meisters Nelson Piquet jr.

## Statistik

### Karrierestationen
| - 2006–2013: Kartsport - 2014: Toyota Racing Series (Platz 23) - 2014: Brasilianische Formel 3 (Meister) - 2014: Brasilianische Mercedes-Benz Challenge (Platz 24) | - 2015: Brasilianische Formel 3 (Meister) - 2015: Brasilianische Porsche GT3 Cup Challenge (Platz 13) - 2016: Toyota Racing Series (Platz 5) - 2016: Europäische Formel 3 (Platz 19) | - 2017: Europäische Formel 3 (Platz 14) - 2018: GP3-Serie |

### Einzelergebnisse in der Toyota Racing Series
| Jahr | Team           | 1   | 2   | 3   | 4   | 5   | 6   | 7   | 8   | 9   | 10  | 11  | 12  | 13  | 14  | 15  | Punkte | Rang |
| ---- | -------------- | --- | --- | --- | --- | --- | --- | --- | --- | --- | --- | --- | --- | --- | --- | --- | ------ | ---- |
| 2014 | M2 Competition | INV | INV | INV | TIM | TIM | TIM | TAU | TAU | TAU | HMP | HMP | HMP | MAN | MAN | MAN | 142    | 23.  |
| 2014 | M2 Competition | 15  | 13  | 13  | 15  | 15  | 14  | DNS | DNS | DNS |     |     |     |     |     |     | 142    | 23.  |
| 2016 | M2 Competition | CHR | CHR | CHR | INV | INV | INV | HMP | HMP | HMP | TAU | TAU | TAU | MAN | MAN | MAN | 712    | 5.   |
| 2016 | M2 Competition | 7   | 2   | DNF | 4   | 1   | 10  | 3   | 3   | 1   | 2   | 5   | 2   | DNF | 8   | 15  | 712    | 5.   |

### Einzelergebnisse in der europäischen Formel-3-Meisterschaft
| Jahr | Team                  | Motor    | 1   | 2   | 3   | 4   | 5   | 6   | 7   | 8   | 9   | 10  | 11  | 12  | 13  | 14  | 15  | 16  | 17  | 18  | 19  | 20  | 21  | 22  | 23  | 24  | 25  | 26  | 27  | 28  | 29  | 30  | Punkte | Rang |
| ---- | --------------------- | -------- | --- | --- | --- | --- | --- | --- | --- | --- | --- | --- | --- | --- | --- | --- | --- | --- | --- | --- | --- | --- | --- | --- | --- | --- | --- | --- | --- | --- | --- | --- | ------ | ---- |
| 2016 | Van Amersfoort Racing | Mercedes | LEC | LEC | LEC | HUN | HUN | HUN | PAU | PAU | PAU | SPI | SPI | SPI | NOR | NOR | NOR | ZAN | ZAN | ZAN | SPA | SPA | SPA | NÜR | NÜR | NÜR | IMO | IMO | IMO | HOC | HOC | HOC | 19     | 19.  |
| 2016 | Van Amersfoort Racing | Mercedes | 11  | 14  | DNF | 13  | 14  | 7   | 20  | DNF | 10  | 19  | NC  | 13  | 9   | DNF | DNF | 13  | 16  | 13  | 18  | 6   | 14  | 17  | 9   | 15  | DNF | 12  | 14  | 16  | 17  | 15  | 19     | 19.  |
| 2017 | Van Amersfoort Racing | Mercedes | SIL | SIL | SIL | MNZ | MNZ | MNZ | PAU | PAU | PAU | HUN | HUN | HUN | NOR | NOR | NOR | SPA | SPA | SPA | ZAN | ZAN | ZAN | NÜR | NÜR | NÜR | SPI | SPI | SPI | HOC | HOC | HOC | 80     | 14.  |
| 2017 | Van Amersfoort Racing | Mercedes | 9   | 18  | 11  | 16* | DNF | 7   | 7   | 13  | 8   | NC  | 13  | 14  | 2   | 6   | DNF | 10  | DNF | 12  | 7   | DNF | 6   | DNF | 17  | 13  | 10  | 15  | 15  | 7   | 7   | 6   | 80     | 14.  |